# Alma del Banco
Alma del Banco (Hamburgo, 24 de dezembro de 1862 – Hamburgo, 8 de março de 1943) foi uma pintora modernista alemã.

## Vida

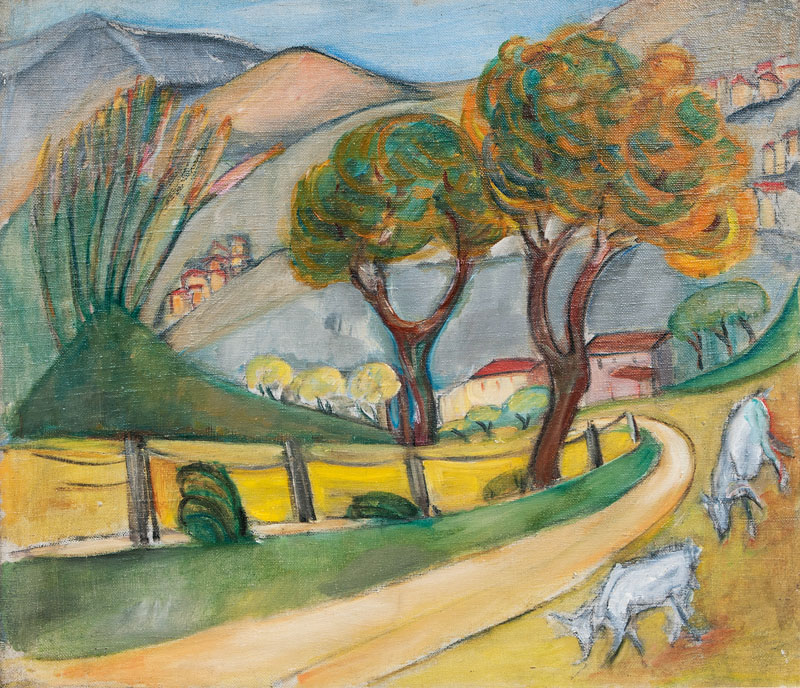
Cena montanhosa com cabras, 1932

Banco nasceu em 1862, em Hamburgo, Alemanha, numa família judia. Ele trabalhou inicialmente como artesã, antes de começar a pintar, aos trinta anos. Ela estudou na escola de Valeska Röver, Ernst Eitner e Arthur Illies, em Hamburgo. Ela viajou com Eitner e, antes da Primeira Guerra Mundial, estudou em Paris com André Lhote e Fernand Léger.
Ela foi uma figura influente em Hamburgo e, em 1919, fundou o grupo de artistas Hamburgische Sezession. Durante os anos 1920, seu trabalho se desenvolveu em direção ao estilo cubista e ela viajou com a artista Gretchen Wohlwill, também judia e alemã.
Em 1937, o regime nazista considerou "depravadas" treze de suas pinturas, que acabaram sendo confiscadas.
Em 1943, Banco cometeu suicídio em Hamburgo ao saber que seria deportada pelo regime nazista.